# Tali Shalom Ezer
Pour les articles homonymes, voir Tali, Shalom et Ezer.
Tali Shalom Ezer est une réalisatrice et scénariste israélienne, née le 21 mai 1978 à Kfar Saba. 

## Filmographie
Comme réalisatrice
- 2006 : Living Room (court métrage)
- 2008 : סרוגייט
- 2014 : Princess (en)
- 2017 : My Days of Mercy[1]

Comme scénariste
- 2006 : Living Room (court métrage)
- 2008 : סרוגייט
- 2014 : Princess (en)